# دیسانتری
دیسانتری ((به انگلیسی: Dysentery)) یا اسهال خونی به معنای اسهالی است که در آن خون به‌طور مشهود در مدفوع دیده می‌شود. این بیماری عمدتاً ناشی از عفونت‌های گاستروانتریت و التهابی روده، به‌ویژه کولون، می‌باشد.

## تعریف
دیسانتری یک بیماری عفونی و التهابی روده است که با علائمی چون اسهال همراه با خون و موکوس در مدفوع، تب، درد شکمی شدید و گاهاً زورپیچ همراه است. این بیماری معمولاً به دلیل ورود عوامل بیماری‌زا به دستگاه گوارش از طریق آب یا غذاهای آلوده ایجاد می‌شود.

## علل

### عوامل میکروبی
شایع‌ترین عامل بیماری‌زا در دیسانتری، باکتری‌های جنس شیگلا (به‌خصوص شیگلا دیسانتری) هستند.  
علاوه بر شیگلا، سایر عوامل عفونی می‌توانند موجب اسهال خونی شوند، از جمله:  
- کمپیلوباکتر ژئون
- اشریشیا کلی مهاجم
- سالمونلا (به‌ویژه در شرایط اپیدمی)
- اِنتامیبا هیستولیتیکا (به‌طور نسبتاً نادر)

### مسیرهای انتقال
انتقال این عوامل معمولاً از طریق آب و غذاهای آلوده، تماس مستقیم با افراد مبتلا یا شیوع در شرایط بهداشتی نامناسب صورت می‌گیرد.

## اپیدمیولوژی
دیسانتری به‌ویژه در کشورهایی با سیستم‌های بهداشتی ضعیف و شرایط آب و هوایی گرم و مرطوب رایج است. در کشورهای در حال توسعه، شیوع این بیماری می‌تواند منجر به همه‌گیری‌های بزرگ و مرگ و میر بالا به‌ویژه در میان کودکان و افراد مسن شود.

## تشخیص
تشخیص دیسانتری بر اساس مشاهده علائم بالینی (اسهال خونی، تب، درد شکمی) و تأیید میکروبیولوژیک است. مراحل تشخیصی شامل موارد زیر است:  
- جمع‌آوری نمونه مدفوع در ظرف‌های مخصوص
- بررسی ماکروسکوپی و میکروسکوپی (از جمله تهیه اسمیر مرطوب)
- کشت و شناسایی عامل بیماری‌زا
- استفاده از روش‌های مولکولی مانند PCR در موارد مورد نیاز برای افزایش دقت تشخیص.[۵]

## درمان
اصول درمان دیسانتری شامل موارد زیر است:  
- جبران آب و الکترولیت‌ها: برای جلوگیری از کم‌آبی بدن
- درمان دارویی: استفاده از آنتی‌بیوتیک‌هایی نظیر فلووروکینولون‌ها، آزیترومایسین یا تتراسایکلین‌ها بر اساس حساسیت‌های محلی و شدت عفونت
- مدیریت عوارض: در موارد شدید، ممکن است نیاز به بستری شدن بیمار و مراقبت‌های ویژه داشته باشد.[۶]

## پیشگیری
پیشگیری از دیسانتری با بهبود شرایط بهداشتی، تأمین آب سالم، آموزش بهداشت فردی و جمعی و استفاده از واکسیناسیون (در صورت دسترسی) امکان‌پذیر است. همچنین، بهبود مدیریت پسماندها و نظافت محیط‌های عمومی از عوامل کلیدی در کاهش شیوع این بیماری محسوب می‌شوند.

## عوارض و پیامدها
در صورت عدم درمان مناسب، دیسانتری می‌تواند منجر به عوارض جدی نظیر کم‌آبی شدید، شوک عفونی و در موارد نادر مرگ شود. بیماران مبتلا به این بیماری، به‌ویژه در میان کودکان زیر ۵ سال و افراد مسن، در معرض خطر بیشتری از عوارض شدید قرار دارند.